# راد دیکسون
راد دیکسون (انگلیسی: Rod Dixon؛ زادهٔ ۱۳ ژوئیهٔ ۱۹۵۰) دونده دو استقامت اهل نیوزیلند است.